# Amazon MGM Studios
Amazon MGM Studios (anciennement Amazon Studios) est une société de production spécialisé dans l'industrie cinématographique et télévisuelle couvrant la production, la distribution de films et l'exploitation de salles de cinéma ou via la plateforme de streaming Prime Video, à travers le monde. Il s'agit d'une division d'Amazon fondée en 2010 dans le but de concurrencer Netflix, Disney+ et Hulu. 
Au cinéma, ses films les plus populaires sont Café Society, Wonder Wheel, Un jour de pluie à New York, Manchester by the Sea, Le Chardonneret ou encore Seberg. Tandis que ses principales séries à succès sont Le Maître du Haut Château, Mme Maisel, femme fabuleuse, Le Dernier Seigneur ou Mozart in the Jungle.
Un des collaborateurs les plus célèbres de la société fut Woody Allen qui signa quatre films avec la plateforme ainsi qu'une série. 
Le 30 octobre 2017, Amazon Studios prévoit de louer 280 000 pieds carrés (26 013 m2) des Culver Studios pour y réaliser ses productions tandis que le propriétaire Hackman Capital Partners envisage la rénovation du site. Le 10 décembre 2018, Hackman annonce une modification du projet de développement du studio comprenant toujours la location de plus de 70% du complexe par Amazon Studios mais avec un agrandissement de 358 000 pieds carrés (33 259 m2) à 720 850 pieds carrés (66 969 m2) et deux nouveaux parkings totalisant 1 900 places.

## Production et/ou distribution

### Cinéma
- 2015 : Café Society de Woody Allen
- 2015 : Haute Couture (The Dressmaker) de Jocelyn Moorhouse
- 2015 : Chi-Raq de Spike Lee
- 2016 : Elvis & Nixon de Liza Johnson
- 2016 : Love & Friendship de Whit Stillman
- 2016 : The Neon Demon de Nicolas Winding Refn
- 2016 : Gimme Danger de Jim Jarmusch
- 2016 : Paterson de Jim Jarmusch
- 2016 : I Am Not Your Negro de Raul Peck
- 2016 : Manchester by the Sea de Kenneth Lonergan
- 2016 : Identities de Joshua Marston
- 2017 : The Wall de Doug Liman
- 2017 : Crown Heights de Matt Ruskin
- 2017 : Liaisons à New York de Marc Webb
- 2017 : Wonder Wheel de Woody Allen
- 2017 : Le Musée des Merveilles (Wonderstruck) de Todd Haynes
- 2017 : A Beautiful Day (You Were Never Really Here) de Lynne Ramsay
- 2018 : Un jour de pluie à New York (A Rainy Day in New York) de Woody Allen
- 2018 : Cold War (Zinma wojna) de Pawel Pawlikowski
- 2018 : My Beautiful Boy (Beautiful Boy) de Felix Van Groeningen
- 2018 : Suspiria de Luca Guadagnino
- 2018 : Don't Worry, He Won't Get Far on Foot de Gus Van Sant
- 2018 : Gringo de Nash Edgerton
- 2019 : Le Chardonneret (The Goldfinch) de John Crowley
- 2019 : The Aeronauts de Tom Harper
- 2020 : La Vie extraordinaire de Louis Wain de Will Sharpe
- 2020 : Seberg de Benedict Andrews
- 2021 : Sans aucun remords (Without Remorse) de Stefano Sollima
- 2021 : The Tomorrow War de Chris McKay
- 2021 : The Tender Bar de George Clooney
- 2021 : Annette de Leos Carax
- 2021 : Cendrillon de Kay Cannon
- 2021 : Being the Ricardos d'Aaron Sorkin
- 2021 : Spencer de Pablo Larraín
- 2021 : Invasion (Encounter) de Michael Pearce
- 2022 : Shotgun Wedding de Jason Moore
- 2023 : Air de Ben Affleck
- 2023 : The Covenant : Mission en Afghanistan (Guy Ritchie's The Covenant) de Guy Ritchie
- 2023 : My Dear F***ing Prince (Red, White & Royal Blue) de Matthew López
- 2023 : Death Business (The Burial) de Maggie Betts
- 2023 : Noël à Candy Cane Lane (Candy Cane Lane) de Reginald Hudlin
- 2023 : Ils étaient un seul homme (The Boys in the Boat) de George Clooney
- 2024 : Road House de Doug Liman
- 2024 : Red One de Jake Kasdan
- 2024 : Unstoppable de William Goldenberg
- 2024 : Blink Twice de Zoë Kravitz
- 2024 : Ricky Stanicky de Peter Farrelly
- 2024 : Numéro 10 de David Diane
- 2024 : Killer Heat de Philippe Lacôte
- 2024 : The Day the Earth Blew Up: A Looney Tunes Movie de Peter Browngardt
- 2024 : Brothers de Max Barbakow
- 2024 : Canary Black de Pierre Morel
- 2024 : La Vierge rouge de Paula Ortiz
- 2025 : Play Dirty de Shane Black
- 2025 : Hedda de Nia DaCosta

### Télévision

#### Séries télévisées
- 2013-2014 : Alpha House
- 2014-2018 : Mozart in the Jungle
- 2014-2019 : Transparent
- 2014 - 2021 : Harry Bosch
- 2015-2019 : Le Maître du Haut Château
- 2015-2018 : American Patriot
- Depuis 2016 : Mme Maisel, femme fabuleuse (The Marvellous Mme Maisel)
- Depuis 2019 : The Boys
- 2021 : Souviens-toi... l'été dernier (I Know What You Did Last Summer)
- 2022-2025 : Bosch : Legacy
- Depuis 2022 : Une équipe hors du commun (A League of Their Own)
- 2024 : Mr. et Mrs. Smith (Mr. & Mrs. Smith)
- 2024 : Fallout
- 2024 : Cross
- 2025 : On Call
- 2025 : Surcompensation (Overcompensating)
- 2025 : Countdown
- 2025 : Ballard
- 2026 : Elle

#### Mini-séries
- 2015 : Crisis in Six Scenes
- 2016 : Le Dernier Seigneur (The Last Tycoon)
- 2016 : Z : Là où tout commence (Z : the beginning of everything)
- 2019 : Carnival Row
- 2021 : The Pursuit of Love
- 2025 : The Bondsman (mini-série TV)
- 2026 : Carrie